# Polystachya winigeri
Polystachya winigeri är en orkidéart som beskrevs av Fischer och Killmann. Polystachya winigeri ingår i släktet Polystachya och familjen orkidéer.
Artens utbredningsområde är Kongo-Kinshasa. Inga underarter finns listade i Catalogue of Life.